# Gauliga Wartheland 1940/41
Die Gauliga Wartheland 1940/41 war die erste Spielzeit der Gauliga Wartheland des Fachamtes Fußball. In ihr spielten deutsche Mannschaften aus dem besetzten Westpolen, das nach dem Überfall auf Polen als Reichsgau Wartheland völkerrechtswidrig ins Deutsche Reich eingegliedert worden war. Sämtliche polnischen Vereine der Region waren mit der Errichtung der deutschen Verwaltung verboten worden, nur Deutsche durften organisiert Sport treiben. Der am 1. Januar 1940 neu eingerichtete Sportbereich Wartheland konnte in der ersten Spielzeit lediglich eine Pokalrunde austragen. An dieser nahmen die ad hoc gegründeten deutsch-völkischen Vereine (meist Militärvereine) teil. Im Finale setzte sich der LSV Posen in der Verlängerung gegen die TSG Litzmannstadt durch und qualifizierte sich somit für die deutsche Fußballmeisterschaft 1940/41. Bei dieser schieden die Posener jedoch bereits in der Qualifikation Ostland per Losentscheid gegen Preußen Danzig aus, nachdem das Hinspiel 2:2 endete und das Rückspiel ausgefallen ist.

## Gaumeisterschaft

### Halbfinale
|                   | Ergebnis |                          |
| ----------------- | -------- | ------------------------ |
| LSV Posen         | 3:1      | DSC Posen                |
| TSG Litzmannstadt | 4:0      | Polizei SV Litzmannstadt |

### Finale
| Datum         |           | Ergebnis  |                   |
| ------------- | --------- | --------- | ----------------- |
| 16. März 1941 | LSV Posen | 4:3 n. V. | TSG Litzmannstadt |